# کارل جانسون (بازیکن فوتبال)
کارل جانسون (انگلیسی: Carl Johnson; ۱۸ سپتامبر ۱۸۹۲ – ۱۵ فوریهٔ ۱۹۷۰) بازیکن فوتبال اهل ایالات متحده آمریکا بود.
وی همچنین در تیم ملی فوتبال ایالات متحده آمریکا بازی کرده‌است.